# Jonathan Safran Foer
Jonathan Safran Foer, född 21 februari 1977 i Washington, D.C., är en amerikansk författare.

## Biografi
Foer studerade filosofi och litteratur på Princeton University. Redan tidigt mottog han ett stort antal priser och stipendier för sitt författarskap. Han har publicerat noveller och andra texter i Paris Review, Conjunctions, The New York Times och The New Yorker.
En resa till Ukraina 1999, dit han åkte för att forska i sin farfars liv, blev början till debutromanen Allt är upplyst. Boken fick ett flertal priser, bland annat National Jewish Book Award och Guardian First Book Award. Filmatiseringen av Allt är upplyst hade premiär 2005 och regisserades av Liev Schreiber med Elijah Wood i huvudrollen. I sin andra roman, Extremt högt och otroligt nära (2005, på svenska 2006), använder Foer terrorattentaten den 11 september 2001 för att berätta historien om den 9-årige Oskar Schell. Boken filmatiserades 2011 av regissören Stephen Daldry.
Foer är vegetarian och en engagerad förespråkare för vegetarisk kosthållning. Boken Äta djur (2009), som är hans första icke-skönlitterära bok, handlar om just detta. I den berättar han att det var när han blev pappa som han började tänka över kosthållning och började besöka jordbruk för att få veta hur maten egentligen produceras. Han menar att dagens köttindustri inte har mycket med den traditionella bilden av jordbruk att göra, och att köttätande inte är moraliskt försvarbart idag. Fackboken Det är vi som är klimatet: Hur man räddar världen kom ut på svenska 2020.

### Privatliv
Foer är bosatt i Brooklyn i New York. Han var 2004–2014 gift med författaren Nicole Krauss och de har två söner.

### Noveller
- If the Aging Magician Should Begin to Believe
- A Primer for the Punctuation of Heart Disease
- The Sixth Borough
- Cravings

### Romaner
- Allt är upplyst (2003, originalets titel Everything is Illuminated, 2002), översättning: Hans-Jacob Nilsson
- Extremt högt och otroligt nära (2006, originalets titel Extremely Loud and Incredibly Close, 2005), översättning: Hans-Jacob Nilsson
- Tree of Codes (2010)
- Här är jag (2017, originalets titel Here I Am 2016), översättning: Annika Ruth Persson

### Övrigt
- A Convergence of Birds (antologi redigerad av Foer)
- A Beginner’s Guide to Hanukkah (på ledarsidan i The New York Times den 22 december 2005.
- Äta djur (2009, originalets titel Eating Animals), översättning: Molle Kanmert Sjölander
- Det är vi som är klimatet : Hur man räddar världen (2020, originalets titel We Are the Weather: Saving the Planet Begins at Breakfast) Norstedts